# ZLL/ZLTO

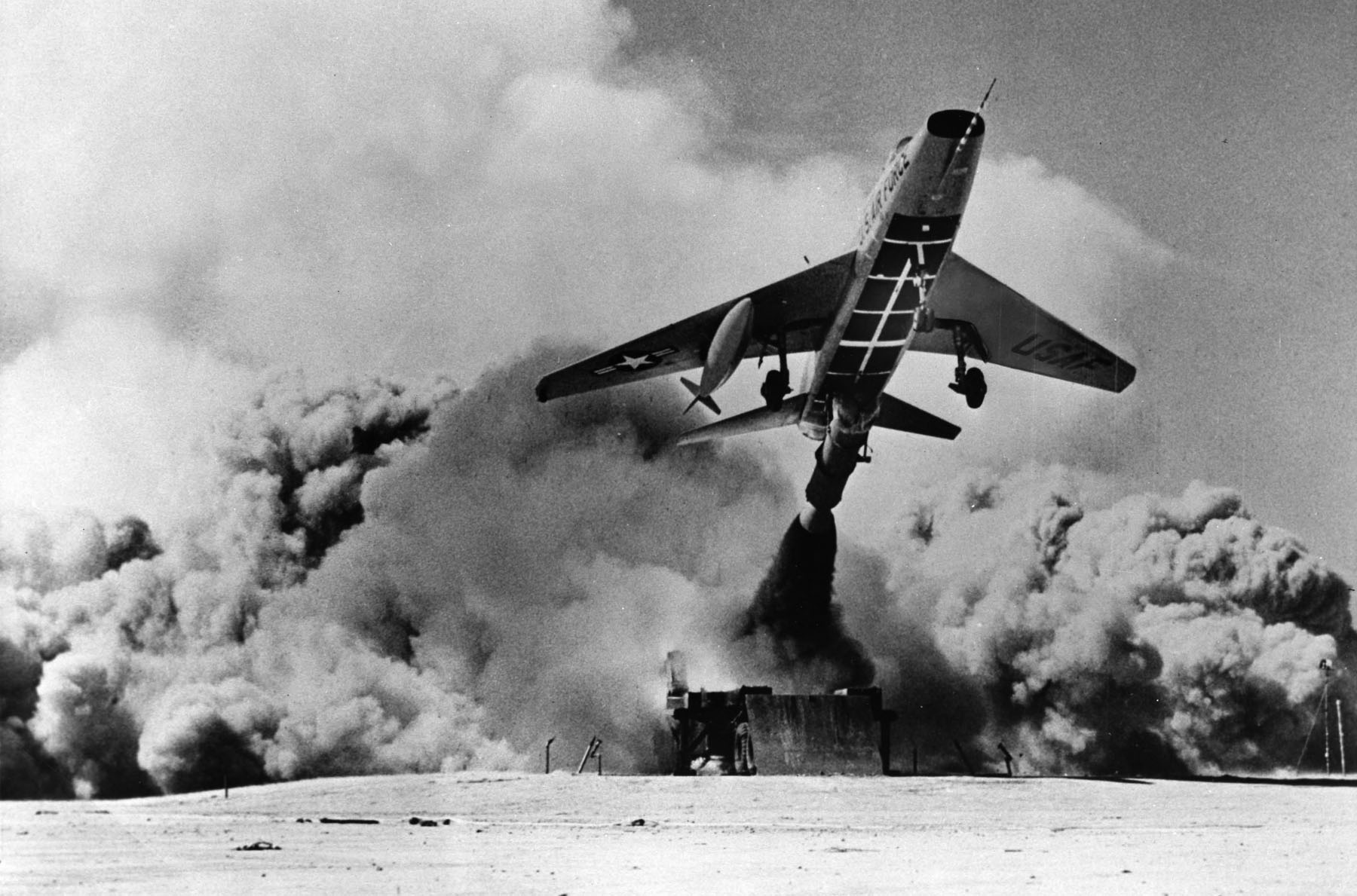
Samolot North American F-100 Super Sabre startujący przy użyciu rakiety

ZLL lub ZLTO (akronimy od angielskiego zero length launch system lub zero length take-off system) – system używany w lotnictwie do określania sposobu startu myśliwców przechwytujących z platform startowych przy pomocy rakiet. W przypadku ewentualnego nagłego ataku wojsk radzieckich przez Niemcy na Europę i zniszczenia infrastruktury lotnisk zachodnioeuropejskich, planowano realizować obronę powietrzną przez zastosowanie samolotów wystrzeliwanych ze strategicznie umieszczonych wyrzutni, zwłaszcza w lasach niemieckich. Samoloty te po wykonaniu misji mogły lądować na lotniskach tyłowych. Prace nad takimi systemami prowadzono także w ZSRR, w celu umożliwienia szybkiego przechwytywania samolotów rozpoznawczych i bombowych. Prace nad systemami ZLL na świecie jednak zarzucono z uwagi na wzrastającą rolę i doskonałość techniczną przeciwlotniczych pocisków rakietowych.